# Anika Brinkmann
Anika Brinkmann (* 4. August 1986 in Vechta) ist eine deutsche Volleyballspielerin.

## Karriere
Anika Brinkmann, Tochter der Volleyball-Trainerin Danuta Brinkmann und von Martin Brinkmann, einem Bruder des ehemaligen Fußballprofis Ansgar Brinkmann, begann mit dem Volleyball beim SCU Emlichheim. 2005 wechselte sie zum Bundesligisten USC Münster, wo sie 2007 in den Ranglisten des deutschen Volleyballs zur besten Aufschlagspielerin gewählt wurde. Nach vier Jahren in Münster ging die Außenangreiferin 2009 zum Ligakonkurrenten Alemannia Aachen. 2010 wechselte Anika Brinkmann zum SWE Volley-Team nach Erfurt und Anfang 2011 zum Thüringer Lokalrivalen VfB 91 Suhl. Anfang 2012 ging sie zum Zweitligisten Allgäu Team Sonthofen und 2012/13 spielte sie beim VfL Oythe in der  Zweiten Bundesliga Nord. Danach kehrte sie in die Bundesliga zurück zum VT Aurubis Hamburg. 2014/15 spielte Brinkmann wieder in Suhl bei den VolleyStars Thüringen. Danach wechselte sie zum griechischen Verein AO Thiras Santorini. Nach der Geburt ihres Sohnes spielte Brinkmann zunächst bei Vereinen der 2. Bundesliga Nord. Hier gewann sie in der Saison 2018/19 mit den Skurios Volleys Borken die Meisterschaft.
In der Saison 2019/20 stand Brinkmann wieder bei Thiras Santorini unter Vertrag. Danach kehrte sie zum Bundesligisten USC Münster zurück. 2021/22 spielte Brinkmann wieder beim Zweitligisten Skurios Volleys Borken und gewann hier erneut die Meisterschaft der 2. Bundesliga Nord.